# 適齢期
『適齢期』（てきれいき）は、1994年4月15日から7月1日まで、TBS系「金曜ドラマ」枠で放送された日本のテレビドラマ。主演は三上博史、全12話。

## あらすじ
主人公の国分翔平は、山梨県から上京し、大手メーカーに勤めるサラリーマン。仕事も充実し、恋人である高瀬真琴との関係も良好だが、ひょんなことから自身の実家である果樹農家の後継者問題に巻き込まれ、それをきっかけに真琴との関係も雲行きが怪しくなりはじめる。翔平は結婚相手を求め、なかば仕方なしに結婚情報サービス会社に登録する。

## キャスト
国分 翔平
演 - 三上博史
大手メーカーに勤めるサラリーマン。実家は山梨県で果樹農家を営む。
高瀬 真琴
演 - 菊池桃子
翔平の恋人。幼稚園の先生。一人娘のため、両親の意図を汲み、夫となる男性には婿養子を希望している。
児玉 ひかり
演 - 中嶋朋子
翔平の見合い相手。銀行OL。
海老名 哲雄
演 - 渡辺いっけい
翔平の上司。自宅のマンションの部屋のうち一室を翔平に貸している。
不破 貴之
演 - 寺脇康文
翔平の同僚。
北城 由紀
演 - 水木薫
結婚情報サービス会社「ブライダス」の社員。
遠藤 夏美
演 - 海野圭子
高瀬真琴の同僚。
緑川 薫
演 - 村田雄浩
ファーストフード店店長。結婚情報サービスで翔平と知り合う。
国分 岳志
演 - 中本賢
翔平の兄。実家の果樹農家を継ぐはずが、翔平に押し付け近隣の農家へ婿養子に出る。
妹尾 留美子
演 - 阿知波悟美
国際線のスチュワーデス。結婚情報サービスで翔平と知り合う。
緑川 久仁子
演 - 原知佐子
薫の母。
高瀬 史枝
演 - 北林早苗
真琴の母。
高瀬 繁夫
演 - 横内正
真琴の父。
真鍋 かおる
演 - 長谷川真弓
翔平が結婚情報サービスから紹介された女性。
小林 雛子
演 - 高橋ひとみ
海老名哲雄の婚約者。海老名とは結婚情報サービス会社を通じて知り合ったため、翔平に同じ結婚情報サービスへの入会を勧める。
国分 克子
演 - 佐々木すみ江
翔平の母。長男の岳志、次男の翔平がともに家を出ているため、農作業はほぼ一人で行っている。

## スタッフ
- 企画 - 飯島敏宏
- 脚本 - 岩佐憲一
- プロデュース - 山田髙道、髙田卓哉
- 演出 - 飯島敏宏、鈴木利正、五木田亮一
- 音楽 - 山内直樹
- 主題歌 - 三上博史「a place in THE HEART」
- 挿入歌 - 宇多川都「想い出にかわる時」
- 制作 - TBS、木下プロダクション

## 放送日程
| 話数     | 放送日  | サブタイトル          | 演出       |
| -------- | ------- | --------------------- | ---------- |
| 第一回   | 4月15日 | 君が欲しい!           | 飯島敏宏   |
| 第二回   | 4月22日 | 結婚偏差値38!!        | 飯島敏宏   |
| 第三回   | 4月29日 | 二股のススメ          | 鈴木利正   |
| 第四回   | 5月06日 | 桃ひらく              | 五木田亮一 |
| 第五回   | 5月13日 | 勝手にしやがれ!       | 五木田亮一 |
| 第六回   | 5月20日 | マリッジ・ブルー      | 飯島敏宏   |
| 第七回   | 5月27日 | 傷ついたベッド        | 鈴木利正   |
| 第八回   | 6月03日 | アブナイ夜            | 五木田亮一 |
| 第九回   | 6月10日 | 結婚したくない女達66% | 鈴木利正   |
| 第十回   | 6月17日 | 女の敵は女            | 五木田亮一 |
| 第十一回 | 6月24日 | 故郷を捨て親を捨て    | 鈴木利正   |
| 最終回   | 7月01日 | 桃が跳ぶ              | 飯島敏宏   |